# Portland (Terre-Neuve-et-Labrador)
Pour les articles homonymes, voir Portland.
Portland est une localité située dans la province canadienne de Terre-Neuve-et-Labrador.